# Mr. Natural
A Mr. Natural című lemez a Bee Gees együttes huszadik nagylemeze.
Az első lemez, melynek Arif Mardin volt a producere.

## Az album dalai
1. Charade  (Barry és Robin Gibb) – 4:13
2. Throw a Penny  (Barry és Robin Gibb) – 4:49
3. Down The Road  (Barry és Robin Gibb) – 3:25
4. Voices  (Barry, Robin és Maurice Gibb) –   4:50
5. Give a Hand, Take a Hand  (Barry és Maurice Gibb) – 4:44
6. Dogs (Barry és Robin Gibb) – 3:43
7. Mr Natural (Barry és Robin Gibb) – 3:48
8. Lost In Your Love (Barry Gibb) – 4:36
9. I Can't Let You Go (Barry, Robin és Maurice Gibb) – 3:45
10. Heavy Breathing (Barry és Robin Gibb) – 3:26
11. Had a Lot Of Love Last Night    (Barry, Robin és Maurice Gibb) – 4:07

## A számok rögzítési ideje
- 1973. november 14.: Heavy Breathing (IBC Stúdió)
- 1973. november: I Can't Let You Go (IBC Stúdió)
- 1973. december 18.: Dogs (IBC Stúdió)
- 1973. november 20.: Charade (IBC Stúdió)
- 1974. január 4.: It Doesn't Matter Much To Me (IBC Stúdió)
- 1974. január 5.: Voices (IBC Stúdió)
- 1974. január 8.:  Mr Natural, Had a Lot Of Love Last Night (Command Stúdió)
- 1974. január 21.: Give a Hand Take a Hand (Atlantic Stúdió)
- 1974. január 28.: Lost In Your Love (Atlantic Stúdió)
- 1973. január: Throw A Penny, Down the road (IBC stúdió)

Az It Doesn't Matter Much To Me című szám kislemezen jelent meg.

## Közreműködők
- Barry Gibb – ének, gitár
- Robin Gibb – ének
- Maurice Gibb – ének, basszusgitár, orgona, mellotron
- Dennis Byron – dob, ütőhangszerek
- Alan Kendall – gitár
- Geoff Westley – zongora, billentyűs hangszerek
- Phil Bodner – klarinét
- Neil Bonsanti – klarinét

## A nagylemez megjelenése országonként
- Ausztrália Spin L 35244 1974
- Belgium RSO 2394 132 1974
- Brazília RSO 2394 132 1974
- Amerikai Egyesült Államok RSO RS-1-3024 1974
- Hollandia RSO 2394 132 1974
- Japán RSO MW-2099 1974, RSO MWF1055 1978, CD: Polydor POCP2234 1992, Polydor/Universal UICY-3813 2004
- Kolumbia RSO 2394 132 1974
- Németország RSO 2394 132 1974
- Uruguay RSO 2394 132 1974

## Az album dalaiból megjelent kislemezek, EP-k
- Mr. Natural / It Doesn't Matter Much To Me Argentína RSO 1813 1974, Ausztrália Spin K-5492 1974, Belgium RSO 2090 128 1974, Amerikai Egyesült Államok RSO SO-408 1974, Egyesült Királyság RSO 2090 128 1974, Franciaország RSO 2090 128 1974, Fülöp-szigetek RSO 873 002 1974, Hollandia RSO 2090 128 1974, Japán RSO DW-1079 1974, Kanada RSO SO-408 1974, Németország  RSO 2090 128 1974, Olaszország RSO 2090 128 1974, Portugália RSO 2090 128 1974, Spanyolország RSO 2090 128 1974, Uruguay RSO 1813 1974, Új-Zéland Spin K-5492 1974
- Charade / Heavy Breathing Amerikai Egyesült Államok RSO SO-501 1974, Japán RSO DW-1083 1974, Kanada RSO SO-501 1974, Németország RSO 2090 136 1974, Portugália RSO 2090 136 1974
- Throw a Penny / I Can't Let You Go Amerikai Egyesült Államok RSO SO-410 1974, Japán RSO DW-1082 1974, Kanada RSO SO-410 1974

EP-k
- Mr Natural / Dogs / Had a Lot of Love Last Night / Charade Argentína RSO 2252 110 1974
- Mr Natural / Heavy Breathing / Elisa / Charade Brazília RSO 2252 112 1974
- Voices (Voces) / Podria ser alguien (Wouldn't I Be Someone) / Tira una moneda (Throw a Penny) / Da una man consigue un amigo (Give A Hand Take A Hand) Mexikó RSO 2358 1974

## Eladott példányok
A Mr Natural című lemez a világ összes országában összesen 95 000 példányban kelt el.

## Number One helyezés a világban
A lemez dalaiból nem született Number One.